# Ama (huyện)

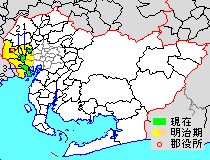
Huyện Âm,Tỉnh Aichi,Nhật Bản

Ama-gun (海部郡; Hải Bộ quận) là một huyện nằm trong tỉnh Aichi, Nhật Bản.
Tại thời điểm 2003, huyện này có dân số ước tính khoảng 262.688 người và mật độ dân số khoảng 1,434.04 người trên km². Tổng diện tích là 183.18 km².

## Thị trấn và làng
- Kanie
- Ōharu
- Tobishima

## Sáp nhập
- Ngày 1/4/2005 các làng và thị trấn sau đây được sáp nhập vào thành phố Aisai.
  - Hachikai
  - Saori
  - Saya
  - Tatsuta
- Ngày 1/4/2005 các làng và thị trấn sau đây được sáp nhập vào Yatomi City.
  - Yatomi
  - Jūshiyama
- Ngày 22/3/2005 các làng và thị trấn sau đây được sáp nhập để tạo Ama City
  - Shippō
  - Jimokuji
  - Miwa